# M-시그마 관계

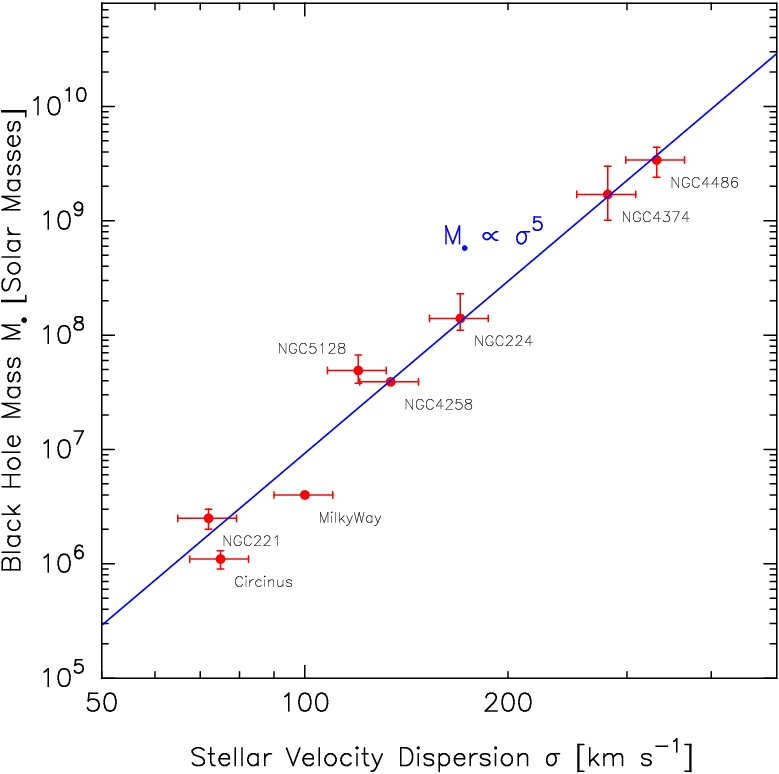
블랙홀의 질량은 도표에서 은하 팽대부에서 별들의 속도분산에 따라 나열되어 있다. 각 점에는 은하의 명칭이 작성되어 있는데, 이 도표에서 모든 점들은 중심의 큰 질량의 존재를 암시하는 중심 근처 속도의 케플러적 증가를 통해 명확하게 측정된 것이다. M–σ 관계는 청색으로 보인다.

M-시그마 관계(M–sigma relation) 또는 M-σ 관계는 은하 팽대부의 항성 속도 분산 σ와 그 중심에 있는 초대질량 블랙홀의 질량 M 사이의 경험적인 관계이다.
M-시그마 관계는 1999년 프랑스의 파리 천체물리연구소에서 개최된 컨퍼런스에서 처음으로 발표되었다. 발표된 그 관계에 관한 공식은 "블랙홀에 관한 페이버-잭슨 법칙"이라 불리는데, 표현하면 다음과 같다.
{\displaystyle {\frac {M}{10^{8}M_{\odot }}}\approx 3.1\left({\frac {\sigma }{200~{\rm {km}}~{\rm {s}}^{-1}}}\right)^{4}.}
여기서 M☉은 태양의 질량이다. 학술지에 투고된 관계는 이듬해 두 연구집단에 의해 성립되었다.  최근의 한 연구에서는 완벽한 표본에 해당하는 인근의 은하에서의 블랙홀의 질량에 근거하여 다음과 같은 관계를 내놓았다.
{\displaystyle {\frac {M}{10^{8}M_{\odot }}}\approx 1.9\left({\frac {\sigma }{200~{\rm {km}}~{\rm {s}}^{-1}}}\right)^{5.1}.}
초기의 연구는 은하의 광도와 블랙홀의 질량 사이의 그럴듯한 관계를 보여주었지만, 그러한 관계는 큰 산포를 가지고 있었다. 훨씬 작은 산포의 M-시그마 관계는 일반적으로  초대질량 블랙홀의 성장과 은하 팽대부의 성장 사이의 기계적 피드백의 일부 원인을 암시하는 것으로 설명된다. 비록 그러한 피드백의 원인이 아직 불확실하긴 해도 말이다.
M-시그마 관계의 발견은 초대질량 블랙홀이 은하의 기본적인 요소임을 시사한 수많은 천문학자들을 통해 이루어졌다. 2000년 이전의 주요 관심사는 블랙홀의 간단한 탐지 방법이었는데, 나중에는 은하의 중요한 요소로서의 초대질량 블랙홀의 역할에 대한 이해로 바뀌었다. 이는 우주의 전체적인 블랙홀의 구성을 분석하고 직접적인 질량 측정이 이루어질 수 없는 매우 먼 은하에서의 블랙홀의 질량을 측정하기 위한 관계의 사용으로 발전하였다.

## 기원
M-시그마 관계의 긴밀성은 블랙홀의 질량과 항성속도분산 사이의 관계를 유지하는 역할을 하는 피드백의 일종임을 암시하는데, 시간에 따라 산포를 증가시킬 것으로 예측되는 은하 병합이나 기체 강착과 같은 과정을 겪음에도 불구하고 그러하다. 1998년 조셉 실크와 마틴 리스는 그러한 기작 하나를 주장하였다. 이들은  팽대부 질량의 대부분이 별로 바뀌기 전, 거대한 기체운의 붕괴를 통해 초대질량 블랙홀이 형성되는 모형을 발표하였다. 따라서 이러한 과정을 통해 형성된 블랙홀은 강착하고 복사하여 강착류(accretion flow)를 막는 역할을 하는 바람을 일으킨다. 그러한 바람은 유입되는 기체를 통한 기계적 에너지의 축적률이 1 횡단시간(crossing time, 성단이나 은하단에서 궤도운동을 하는 천체가 무리의 한 지점에서 반대지점까지 움직이는 데 걸린 시간) 이내에 원시은하를 충분히 속박에서 벗어날 수 있게 할 정도로 클 때 멈춘다. 실크와 리스의 모형은 M-시그마 관계의 기울기 α=5로 예측하는데, 실제와 거의 정확하다. 그러나 예측된 관계의 일반화는 약 1,000 정도로 너무 작다. 그 이유는 초대질량 블랙홀의 형성에서 항성 팽대부의 완전한 비속박화에 필요한 에너지보다 훨씬 많은 에너지가 방출되기 때문이다.
더욱 성공적인 피드백 모형이 2003년 레스터 대학교의 앤드류 킹에 의해 처음으로 발표되었다. 킹의 모형에서, 피드백은 실크 및 리스의 모형에서의 에너지 전이보다는 운동량 전이를 통해 발생한다. "운동량 구동류"(momentum-driven flow)는 기체의 냉각시간이 매우 짧기 때문에 흐름(운동량 구동류)의 에너지가 전부 전체운동(bulk motion)의 형태로 되어 있다. 그러한 흐름 속에서 블랙홀에 의해 방출된 에너지의 대부분은 복사의 형태로 잃으며, 단 수 퍼센트만이 기체의 운동에 영향을 주는 형태로 남는다. 킹의 모형은 M-시그마 관계에서의 기울기 α=4로 예측한다. 그리고 관계의 일반화는 실크와 리스의 관계에서의 인자의 대략 c/σ ≈ 103 배로 아주 정확하다.

## 중요성
2000년에 M-σ 관계가 발견되기 이전에, 세 가지 기법을 이용한 블랙홀의 질량 측정 사이에는 큰 차이가 존재했었다. 블랙홀 근처의 별 또는 기체의 운동에 근거한 직접적인, 또는 동역학적 측정 결과로 블랙홀의 질량은 팽대부 질량의 평균 ~1% 정도 주어지는 것으로 보인다.("매고리언 관계", Magorrian relation) 다른 두 기법, 활동은하핵에서의 반사광측량(reverberation mapping), 그리고 퀘이사의 빛을 설명하기 위해 요구되는 블랙홀에서의 우주 밀도를 계산하는 솔탄의 주장(soltan argument)이 있는데, 둘 다 평균 M/M팽대부가 매고리언 관계에서 시사되는 값의 ~10배 이하 정도로 주어진다. 2000년 이전에 측정된 대부분의 직접적인 블랙홀 질량에서 보여지는 이러한 차이는 M-σ관계를 통해 해결되었는데, 아마 블랙홀의 동역학적 영향권을 해결하기 위해 불확실한 값에 기반한 자료로 인해 상당히 잘못 측정된 것들이다. 블랙홀의 질량과 팽대부의 질량의 평균 비율은 현재 대략 1:1000으로 여겨지고 있다.
M-σ 관계는 흔히 쉽게 측정되는 물리량인 σ를 통하여 멀리 있는 은하의 블랙홀의 질량을 측정하기 위해 사용된다. 이 방법을 통해 수천 개의 은하에서의 블랙홀의 질량이 측정되어 왔다. 또한 M-σ 관계는 블랙홀의 질량과 은하핵 속의 뜨거운 기체로 인해 방출된 방출선의 세기, 또는 팽대부 속의 기체의 속도분산을 관계 짓는, 소위 이차 및 삼차 질량 측정자로 나뉘곤 한다.
M-σ 관계의 긴밀성은 모든 팽대부가 반드시 초대질량 블랙홀을 포함하고 있어야 한다는 결론을 시사한다. 그러나 수많은 은하에서 별 또는 기체의 운동을 통한 블랙홀의 중력 효과가 여전히 분명하게 작게 관측 되고 있다. 이는 수많은 은하에서 블랙홀이 관측되지 않는 것이 그러한 은하에 블랙홀이 포함되어 있지 않음을 시사하는 것인지, 아니면 이들의 질량이 M-σ 관계를 통한 값보다 상당히 작은 것인지, 그저 관측자료가 블랙홀의 존재를 밝혀주기엔 너무 부족한 것인지 불확실하다.
정확히 측정된 것 중에서 가장 작은 초대질량 블랙홀은 M ≈ 106 M☉을 가지고 있다. 104 ~ 106 M☉ 질량 범위("중간질량 블랙홀")의 블랙홀의 존재는 저질량 은하의 M-σ 관계를 통해 예측되며, 중간질량 블랙홀의 존재는 활동은하핵을 포함한 수많은 은하에서, 비록 그러한 은하에서의 M의 값은 매우 불확실하긴 해도 상당히 잘 규명되어 왔다. 1010 M☉ 이상의 질량을 갖는 극초대질량 블랙홀에 관한 명확한 증거가 발견되어 온 적은 없지만, σ에 관한 상한값의 관측을 통해 예측되긴 했다.

## 같이 보기
- 페이버-잭슨 관계
- 블랙홀
  - 초대질량 블랙홀
  - 중간질량 블랙홀